# DLK (album)
DLK är ett studioalbum av De lyckliga kompisarna, utgivet 1996 på Birdnest Records. Det blev DLK:s fjärde album.

## Låtförteckning
| Nr  | Titel              | Längd |  |
| --- | ------------------ | ----- |  |
| 1.  | Fula vykort        | 1.17  |  |
| 2.  | Rysk bompa         | 1.50  |  |
| 3.  | Gul skateboard     | 2.38  |  |
| 4.  | Idioten            | 2.05  |  |
| 5.  | Vattengymnastik    | 1.52  |  |
| 6.  | På morgonen        | 2.40  |  |
| 7.  | Lat                | 1.15  |  |
| 8.  | Elvis lever        | 1.40  |  |
| 9.  | Del 3              | 1.50  |  |
| 10. | Civ-Polka          | 2.13  |  |
| 11. | Hinder             | 2.28  |  |
| 12. | Stetoskopmannen    | 0.30  |  |
| 13. | Arbetslös & rik    | 2.32  |  |
| 14. | Borlänge           | 2.40  |  |
| 15. | Allting är skit... | 0.29  |  |
| 16. | Tompa Eken         | 2.18  |  |

## Medverkande
- Daniel Levin - Gitarr & sång
- Mart Hällgren - Bas & sång
- Sussie Persson - Gitarr & sång
- Joakim Levin - Trummor

### Dessutom
- Catharina Holm - Viol & kör
- Åsa Hellgren - Kör
- Viktor Brobacke - Trombon
- Christian Edgren - Sampling

## Listplaceringar
| Lista (1996) | Topplacering |
| ------------ | ------------ |
| Sverige      | 39           |

### Fotnoter
1. ↑  Placeringar på den svenska albumlistan